# Július Polák (fotbalista)
Július Polák (* 14. srpna 1951) je bývalý slovenský fotbalista, útočník.

## Fotbalová kariéra
V československé lize hrál za Spartak Trnava. Nastoupil v 1 ligovém utkání, gól v lize nedal. V sezóně 1970/71 získal s Trnavou mistrovský titul.

## Ligová bilance
| Ročník                                   | Zápasy | Góly | Klub           |
| ---------------------------------------- | ------ | ---- | -------------- |
| 1. československá fotbalová liga 1970/71 | 1      | 0    | Spartak Trnava |
| CELKEM 1. liga                           | 1      | 0    |                |